# Kick'em Jenny

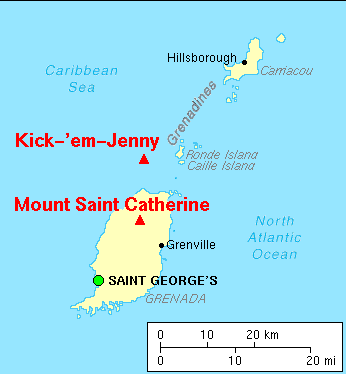
Kick'em Jennys läge i Grenadinerna

Kick'em Jenny är en undervattensvulkan  på havsbottnen cirka 8 kilometer väster om  Ronde Island i ögruppen Grenadinerna. Den räknas till östaten Grenadas territorialvatten. 
Kick'em Jenny bildar ett djuphavsberg med en höjd på cirka 1300 meter över havsbottnen. Toppen ligger omkring 180 meter under havsytan. Vulkanen upptäcktes 1939 och har sedan dess haft 12 utbrott, senast 2017.